# Woobens Pacius
Woobens Pacius (Terrebonne, 11 maggio 2001) è un calciatore canadese, attaccante dei T.B. Rowdies in prestito dal Nashville.

## Carriera
Nato a Terrebonne, nel 2017 entra a far parte del settore giovanile del Montréal Impact; nel 2021 viene invitato a partecipare alla preparazione invernale con la prima squadra.
L'8 agosto 2021 viene acquistato dal Forge; debutta lo stesso giorno giocando l'incontro di Canadian Premier League vinto 2-0 contro l'Atlético Ottawa dove realizza una doppietta.

## Statistiche
Statistiche aggiornate al 2 novembre 2021.

### Presenze e reti nei club
| Stagione        | Squadra         | Campionato      | Campionato | Campionato | Coppe nazionali | Coppe nazionali | Coppe nazionali | Coppe continentali | Coppe continentali | Coppe continentali | Altre coppe | Altre coppe | Altre coppe | Totale | Totale | Totale |
| Stagione        | Squadra         | Comp            | Pres       | Reti       | Comp            | Pres            | Reti            | Comp               | Pres               | Reti               | Comp        | Pres        | Reti        | Pres   | Reti   |        |
| --------------- | --------------- | --------------- | ---------- | ---------- | --------------- | --------------- | --------------- | ------------------ | ------------------ | ------------------ | ----------- | ----------- | ----------- | ------ | ------ | ------ |
| 2021            | Forge           | PL              | 14         | 5          | CC              | 1               | 1               | CCL                | 3                  | 0                  |             | -           | -           | 18     | 6      |        |
| Totale carriera | Totale carriera | Totale carriera | 14         | 5          |                 | 1               | 1               |                    | 3                  | 0                  |             | -           | -           | 18     | 6      |        |

## Palmarès

### Club

#### Competizioni nazionali
- Canadian Premier League: 2

Forge: 2022, 2023